# 恵同廊橋
恵同廊橋（けいどうろうきょう）は、中国湖南省長沙市寧郷市沙田郷にある廊橋。長さ18メートル、幅4メートル。水面からの高さ8.9メートル。両端の石門には清の岳灝東が書いた対聯がある。橋にムカデが刻まれている。

## 歴史
恵同廊橋は1883年（光緒8年）に建てられた。
1914年と1917年、毛沢東と何叔衡は橋の上で二回会談した。
2005年に地元政府が橋の修復を行った。
2006年5月31日、湖南省人民政府は恵同廊橋を湖南省重点文物保護単位に認定した。

## 画像
- 恵同廊橋。
- 恵同廊橋。
- 石碑。
- 石碑「湖南省重点文物保護単位」。

## 周辺建築
- 謝覚哉故居
- 何叔衡故居